# Slåttertjärnen, Västmanland
Slåttertjärnen är en sjö i Norbergs kommun i Västmanland och ingår i Norrströms huvudavrinningsområde.